# Acronia strasseni
Acronia strasseni är en skalbaggsart som beskrevs av Schwarzer 1931. Acronia strasseni ingår i släktet Acronia och familjen långhorningar.
Artens utbredningsområde är Filippinerna. Inga underarter finns listade i Catalogue of Life.